# تقاليد كتالونيا

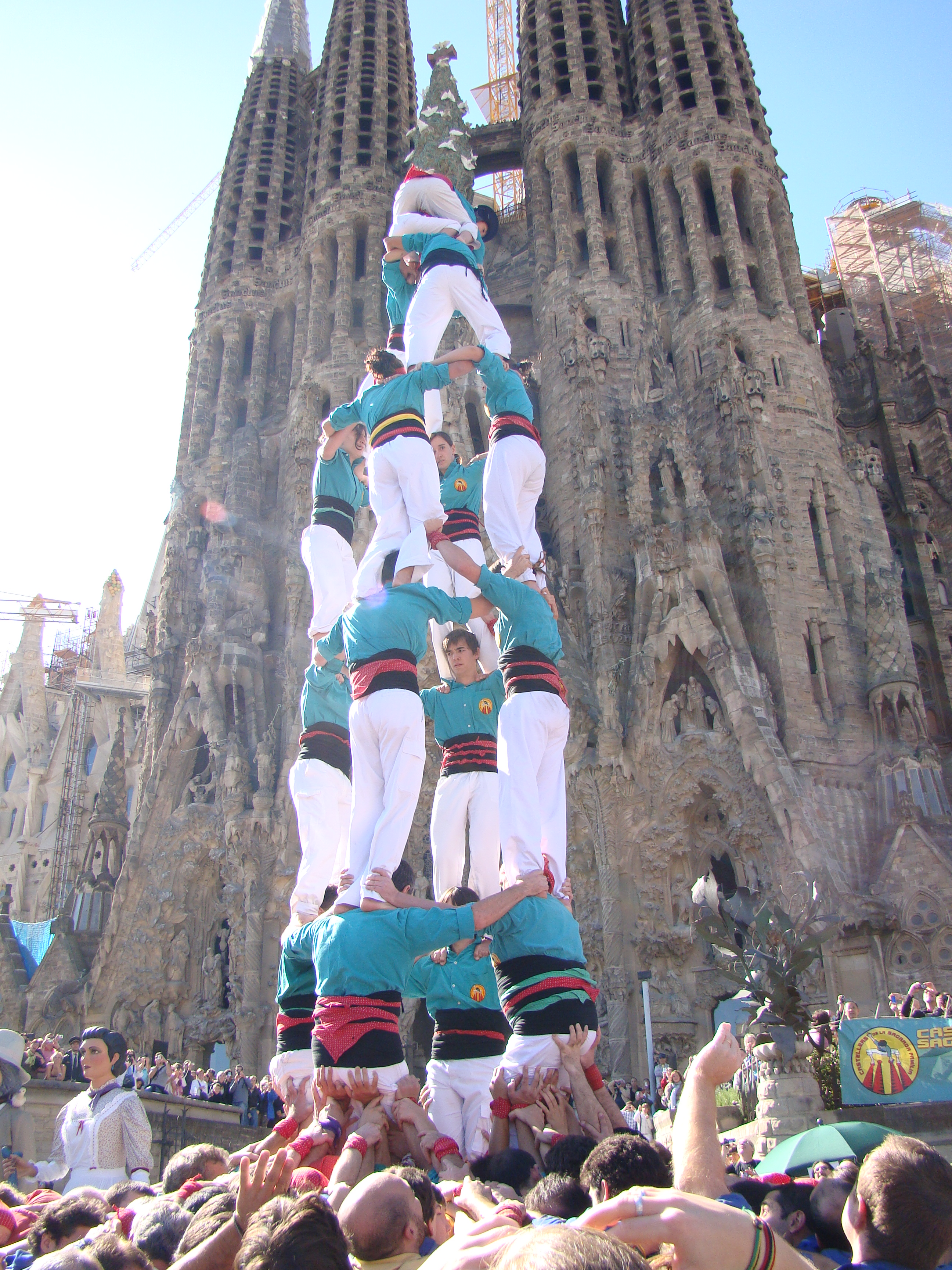
مجموعة من المتحمسين يشكلون برج بشري كولس كاستيليرس

هناك عدد لا بأس به من المهرجانات والتقاليد في كتالونيا. في حين أن معظمها من أصل قديم إلا أن بعض التقاليد نسبيا بدأت تأخذ حيزها في الآونة الأخيرة. وهناك أيضا بعض التقاليد المشتركة بين المجتمع الكتالوني كله، ولكن البعض الآخر ذي صلة فقط لموقع معين. بشكل عام يرحب السكان المحليين بالغرباء للمشاركة معهم في احتفالهم.

## المهرجانات والاحتفالات
الكارفوكس الذي تلعب فيه «الشياطين» بالنار على مرأى قريب من المتفرجين، هو واحد من المهرجانات الأكثر لفتاً للمظاهر الاحتفالية الكاتالونية. لا تعتبر الشياطين تجسيد للشر؛ بل هم شخصيات الأعياد المفعمة بالحيوية والنشاط والرقص على أنغام الطبول. والغرالا التقليدية التي خلالها يطلقون الألعاب النارية الخاصة بهم.
يحدث تقليد آخر خلال يوم مهرجان ربيع سانت جوردي (عيد القديس جورج، 23 أبريل)، الذي يعطي الرجال الورود (معظمها لونها أحمر عميق) للنساء، والنساء تعطي كتابا للرجال كهدية. أن ذاك اليوم المعروف باسم يوم الكتاب، بالتزامن مع احتفالات الذكرى السنوية لمقتل ويليام شكسبير وميغيل دي سرفانتس وجوسيب بلا. في ذاك الوقت تكون الشوارع مليئة بالناس المتجمعين حول منصات الكتب والازهار.
كولس كاستيليرس واحدة من أكثر المهرجانات الكاتالونية إثارة، وهي مجموعات من المتحمسين الذين يشكلون أبراج من الاشخاص (يصل علوهم إلى عشرة أشخاص). هذا تقليد قديم لمنطقة تاراغونا، الذي انتشر الآن إلى أجزاء كثيرة من كتالونيا والذي أصبح مشهد أو رياضة حقيقية تجذب الآلاف من الناس. ومن بين الاحتفالات الهامة الأخرى هي الكرنفالات التي تقام على مستوى كافة المنطقة، وخاصة في سيدجيس وسولسونا وتاراغونا وفيلانوفا إ لا غيلترو وباتوم في بيرغا.
أيضا ً هناك عدد قليل من تقاليد عيد الميلاد المحلية في كتالونيا؛ واحد منهم هو شخصية تيو دي نادال الشعبية. وهنالك عرف آخر وهو طرح «بيسيبري» مشهد المهد، والذي غالبا ما يتضمن كاغانر، تمثال يصور في فعل التغوط. كما أنه من التقليد تعليق فروع صغيرة من (الهدال) أعلى الأبواب.
يتم تسمية كافة الرجال والنساء الكتالونيين باسم قديس مسيحي أو باسم العذراء أو باسم شخصية في الكتاب المقدس تقليدياً. إلى جانب الاحتفال بأعياد الميلاد، اعتاد الناس الكتالونيين للاحتفال بيوم القديس الذين يحملون اسمه، وفقا للتقويم الروماني العام.
«ديادا» الكتلانية أو اليوم الوطني للكاتالونيين هو يوم 11 سبتمبر، بعد الهزيمة وا لاستسلام من قبل برشلونة إلى الجيش الفرنسي – القشتالية لفيليب الخامس من إسبانيا وأنصاره أثناء حرب الخلافة الإسبانية. وبالمثل فإن يوم 7 نوفمبر أيضا هو يوم ذكرى معاهدة جبال البرانس في شمال كتالونيا.

## الرقص والموسيقى
من بين التقاليد الموسيقية هناك موسيقى خاصة جدا تدعى كوبليس، وهي فرق الرياح التي تعزف ساردانيس. وساردانيس هو والرقص الدائري المفتوح الذي نشأ في منطقة امبوردا (شمال البلاد عن طريق البحر الأبيض المتوسط) وجبال البرانس (البرانس الكاتالونية)، هذة رقصة تمارس الآن في العديد من الساحات والشوارع في كافة أنحاء كتالونيا.
و تشمل الأغاني الشعبية الشهيرة «إل روسينيول» و«لا بالانغيوريا» و«لا سانتا إسبينا» و «فيروليا» و «إل كانت ديلس اوسيلس». واصبح بعضهم من النشيد الوطني غير الرسمي خلال سنوات النظام الديكتاتوري للجنرال فرانكو.